# Euladius d'Arles
Euladius d’Arles (c.380 – ap.426), appelé aussi Helladius ou Hellade.
Archevêque d’Arles (début 426-fin 426).

## Biographie
Bien que mentionné sur les diptyques épiscopaux arlésiens, Euladius est peu connu et pendant longtemps son existence a même été contestée. La GCN, par exemple, ne mentionne aucun document le concernant. Toutefois sa réalité est bien établie,. Il aurait été moine, probablement de Lérins comme son successeur Honorat d'Arles si on considère qu’il puisse être identifié au correspondant de Jean Cassien appelé Hellade.  Son archiépiscopat sur le siège d'Arles est très bref, probablement moins d’un an, du début à la fin de 426.

### Sources
- Joseph Hyacinthe Albanés - Gallia christiana novissima; ouvrage accessible sur Gallica ici